# Route nationale 639
La route nationale 639 ou RN 639 était une route nationale française reliant Valence-sur-Baïse à la Barthe-de-Neste. À la suite de la réforme de 1972, elle a été déclassée en RD 939.

## Ancien tracé de Valence-sur-Baïse à la Barthe-de-Neste (D 939)
- Valence-sur-Baïse
- Beaucaire
- Saint-Jean-Poutge
- Le Brouilh-Monbert
- L'Isle-de-Noé
- Mouchès
- Mirande
- Berdoues
- Saint-Michel
- Trie-sur-Baïse
- Puydarrieux
- Galan
- Lannemezan
- La Barthe-de-Neste